# هیلتون ریو دو ژانیرو کوپاکابانا
هیلتون ریو دو ژانیرو کوپاکابانا (به پرتغالی: Hotel Hilton Rio de Janeiro Copacabana) یک هتل و آسمان‌خراش در برزیل است که در ریو دو ژانیرو واقع شده‌است.